# 1. jugoslawische Fußballliga 1930
Die 1. jugoslawische Fußballliga 1930 war die achte Spielzeit der höchsten jugoslawischen Spielklasse im Fußball der Männer. Sie begann am 7. September 1930 und endete am 9. November 1930.
Meister wurde HŠK Concordia Zagreb.

## Modus
Die Sieger aus sechs Regionalverbände sowie die Zweitplatzierten aus Belgrad und Zagreb traten in der Qualifikation an. Die Sieger aus Belgrad, Zagreb und Split waren automatisch qualifiziert.
Die Region Skopje konnten keinen Meister präsentieren. Der Verwaltungsrat des Fußballverbands hatte die Liga für ungültig erklärt, da offensichtlich einige Ergebnisse manipuliert wurden.  Drei Vereine beendeten die Liga punktgleich.

## Teilnehmer und Spielorte
| Verein               | Stadt     | Fußballverband            |
| -------------------- | --------- | ------------------------- |
| Belgrader SK         | Belgrad   | Regionalverband Belgrad   |
| SK Jugoslavija       | Belgrad   | Regionalverband Belgrad   |
| Ilirija Ljubljana    | Ljubljana | Regionalverband Ljubljana |
| Slavija Osijek       | Osijek    | Regionalverband Osijek    |
| FK Slavija Sarajevo  | Sarajevo  | Regionalverband Sarajevo  |
| Hajduk Split         | Split     | Regionalverband Split     |
| HAD Bačka Subotica   | Subotica  | Regionalverband Subotica  |
| HŠK Concordia Zagreb | Zagreb    | Regionalverband Zagreb    |
| HAŠK Zagreb          | Zagreb    | Regionalverband Zagreb    |

## Qualifikation
| Datum                |                     | Gesamt  |                      | Hinspiel | Rückspiel |
| -------------------- | ------------------- | ------- | -------------------- | -------- | --------- |
| 6. und 13. Juli 1930 | HAD Bačka Subotica  | 2:7     | SK Jugoslavija       | 2:1      | 0:6       |
| 6. und 13. Juli 1930 | Ilirija Ljubljana   | 01:12   | HŠK Concordia Zagreb | 1:6      | 0:6       |
| 6. und 13. Juli 1930 | HAŠK Zagreb         | 1 6:6 1 | Slavija Osijek       | 3:3      | 3:3       |
|                      | FK Slavija Sarajevo | 2       |                      |          |           |

## Endrunde
| Pl. | Verein               | Sp. | S | U | N | Tore    | Quote | Punkte |
| --- | -------------------- | --- | - | - | - | ------- | ----- | ------ |
| 1.  | HŠK Concordia Zagreb | 10  | 6 | 3 | 1 | 025:150 | 1,67  | 15:50  |
| 2.  | SK Jugoslavija       | 10  | 5 | 3 | 2 | 023:130 | 1,77  | 13:70  |
| 3.  | Hajduk Split (M)     | 10  | 5 | 3 | 2 | 021:170 | 1,24  | 13:70  |
| 4.  | Belgrader SK         | 10  | 5 | 2 | 3 | 026:160 | 1,63  | 12:80  |
| 5.  | FK Slavija Sarajevo  | 10  | 2 | 2 | 6 | 015:230 | 0,65  | 06:14  |
| 6.  | Slavija Osijek       | 10  | 0 | 1 | 9 | 006:320 | 0,19  | 01:19  |

| (M) | amtierender jugoslawischer Meister |

| 1930                 | CON | SKJ | HAJ | BSK | SSA | SOS |
| -------------------- | --- | --- | --- | --- | --- | --- |
| HŠK Concordia Zagreb |     | 2:1 | 1:1 | 4:2 | 3:0 | 4:1 |
| SK Jugoslavija       | 2:2 |     | 1:1 | 2:1 | 2:1 | 5:0 |
| Hajduk Split         | 5:1 | 2:2 |     | 3:1 | 3:1 | 2:0 |
| Belgrader SK         | 2:2 | 2:1 | 5:2 |     | 5:2 | 2:1 |
| FK Slavija Sarajevo  | 1:3 | 2:4 | 4:0 | 0:0 |     | 3:2 |
| Slavija Osijek       | 0:3 | 0:3 | 1:3 | 0:6 | 1:1 |     |